# Turbe (Travnik, BiH)
Turbe je naseljeno mjesto u općini Travnik, Federacija Bosne i Hercegovine, BiH.

## Zemljopis
Turbe je udaljeno 7 kilometara od sjedišta općine Travnika. Nekada je i samo bilo općina, no danas je tek mjesna zajednica. Turbe se smjestilo u dolini Lašve, iznad koje se nalazi planina Vlašić, poznata i kao centar zimskog turizma.
Do Travnika se dolazi putem Turbe – Travnik.

## Povijest
Stradalo u velikosrpskoj agresiji. Nakon pokolja na Galici 15. svibnja 1992. koji je bio uvod u rat u središnjoj Bosni, srpske paravojne postrojbe oružano su napale i okupirale devet sela na području općine Travnika. Iz okupiranih sela su, od strane okupacijskih snaga, na slobodne dijelove općine Travnik, protjerani svi Hrvati (5.000) i Muslimani a oštećeni su sljedeći sakralni objekti rimokatolika. U Turbetu su crkvu sv. Josipa znatno oštetili ciljanim topovskim projektilima.
Napad na župu Turbe bio je godinu dana nakon tragedije Vukovara i Škabrnje. Veliko stradanje snašlo je Hrvate župe Trubeta kad je 18. studenoga 1992. Vojska bosanskih Srba u velikoj ofenzivi u osvajačkom pohodu na središnju Bosnu napala je i prognala veći dio od 1500 Hrvata s područja župe sv. Josipa u Turbetu, te opljačkala, zapalila i uništila svu imovinu. Uz progon Hrvata s područja župe Dobretići i drugih prostora Pougarja, pokolja na Galici, te progona župljana Korićana, to su bili prvi zločini srpskih paravojnih snaga na području središnje Bosne. Imovina prognanih župljana Turbeta je otuđena, kuće i gospodarski objekti teško oštećeni ili potpuno uništeni. Gdje je stala JNA, nastavila je tzv. ABiH. Sve preostale Hrvate ovog kraja koji srpske paravojne snage nisu uspjele zauzeti, osam mjeseci poslije, 8. lipnja 1993. godine prognale su postrojbe Armije BiH. Tada je poginuo i dozapovjednik Travničke brigade HVO-a, pukovnik Nikola Grubeša. U borbama sa srpskim paravojnim snagama, a poslije u krvavom ratu s Bošnjacima, poginulo je ili ubijeno 60 pripadnika HVO-a i hrvatskih civila iz župa Potkraj i Turbe. Župa je danas pred umiranjem jer u njoj nema stalnih nego samo povremenih stanovnika i to samo desetak predratnih žitelja poodmakle starosne dobi. Povratak Hrvata na svoje opustošene posjede pratile su poteškoće, prije svega vrlo velika nesigurnost, pa su tako troje Hrvata povratnika iz župa Potkraj i Turbe ubijeni.

## Stanovništvo

### Popisi 1971. – 1991.
| Turbe              |                |                |              |
| godina popisa      | 1991.          | 1981.          | 1971.        |
| Muslimani          | 2.154 (47,35%) | 1.658 (47,11%) | 798 (43,94%) |
| Srbi               | 1.056 (23,21%) | 774 (21,99%)   | 486 (26,76%) |
| Hrvati             | 886 (19,47%)   | 731 (20,77%)   | 454 (25,00%) |
| Jugoslaveni        | 309 (6,79%)    | 322 (9,15%)    | 60 (3,30%)   |
| ostali i nepoznato | 144 (3,16%)    | 34 (0,96%)     | 18 (0,99%)   |
| ukupno             | 4.549          | 3.519          | 1.816        |

### Popis 2013.
| Turbe              |                |
| godina popisa      | 2013.          |
| Bošnjaci           | 3.460 (88,95%) |
| Hrvati             | 255 (6,56%)    |
| Srbi               | 39 (1,00%)     |
| ostali i nepoznato | 136 (3,50%)    |
| ukupno             | 3.890          |

## Gospodarstvo
Gospodarstvo Turbeta mora se podijeliti na dva dijela: prijeratni i poslijeratni period. 
Prije rata Turbe je bila vrlo dobro razvijena mjesna zajednica s tvornicama poput Metlorada i Stoličare (tvornica stolica) koje su bile važan faktor u gospodarskom razvitku Turbeta. Pored pomenutih važno je spomenuti i jaku šumsku industriju čiji je najveći oslonac bila tvrtka Šumarija.
Tijekom ratnih razaranja uništene su skoro sve gospodarske djelatnosti u gradu i dugo poslije rata niti jedna od ovih spomenutih tvornica nije se uspjela u potpunosti oporaviti i povratiti svoje prijeratne kapacitete. Dio tvornice stolica pretvoren je u pilanu koja se trenutno nalazi u privatnom vlasništvu. Otvoren je i niz manjih tvornica kao što su Drvopromet, Poljorad.
Kao i prije rata, tako i poslije njega glavna gospodarska grana za Turbe je ostala eksploatacija šume i poljoprivreda.
Nedaleko od Turbeta, na planini Vlašić nalazi se skijaški centar Babanovac, koji je danas najvažni turistički centar središnje Bosne.

## Obrazovanje
U Turbetu djeluje jedna osnovna škola (OŠ Turbe), koja ima oko 1.000 učenika. Škola važi za jednu od najboljih osnovnih škola na području općine Travnik, čemu svjedoče brojne nagrade i priznanja s kojima se njeni učenici svakodnevno vraćaju s raznih natjecanja. Škola je uništena u ratu, jer je služila kao prva linija obrane Turbeta. Nakon okončanja rata škola je obnovljena donacijom vlade Kraljevine Nizozemske.

## Šport
Najpoznatiji športski klub iz Turbeta je nogometni klub NK Vlašić Turbe. 
Na inicijativu športskih entuzijasta u Turbetu je 13. lipnja 2010. god. osnovan Košarkaški klub „Bersellum“, a ime je dobio po nekadašnjem nazivu ovog mjesta.